# Vessel traffic service

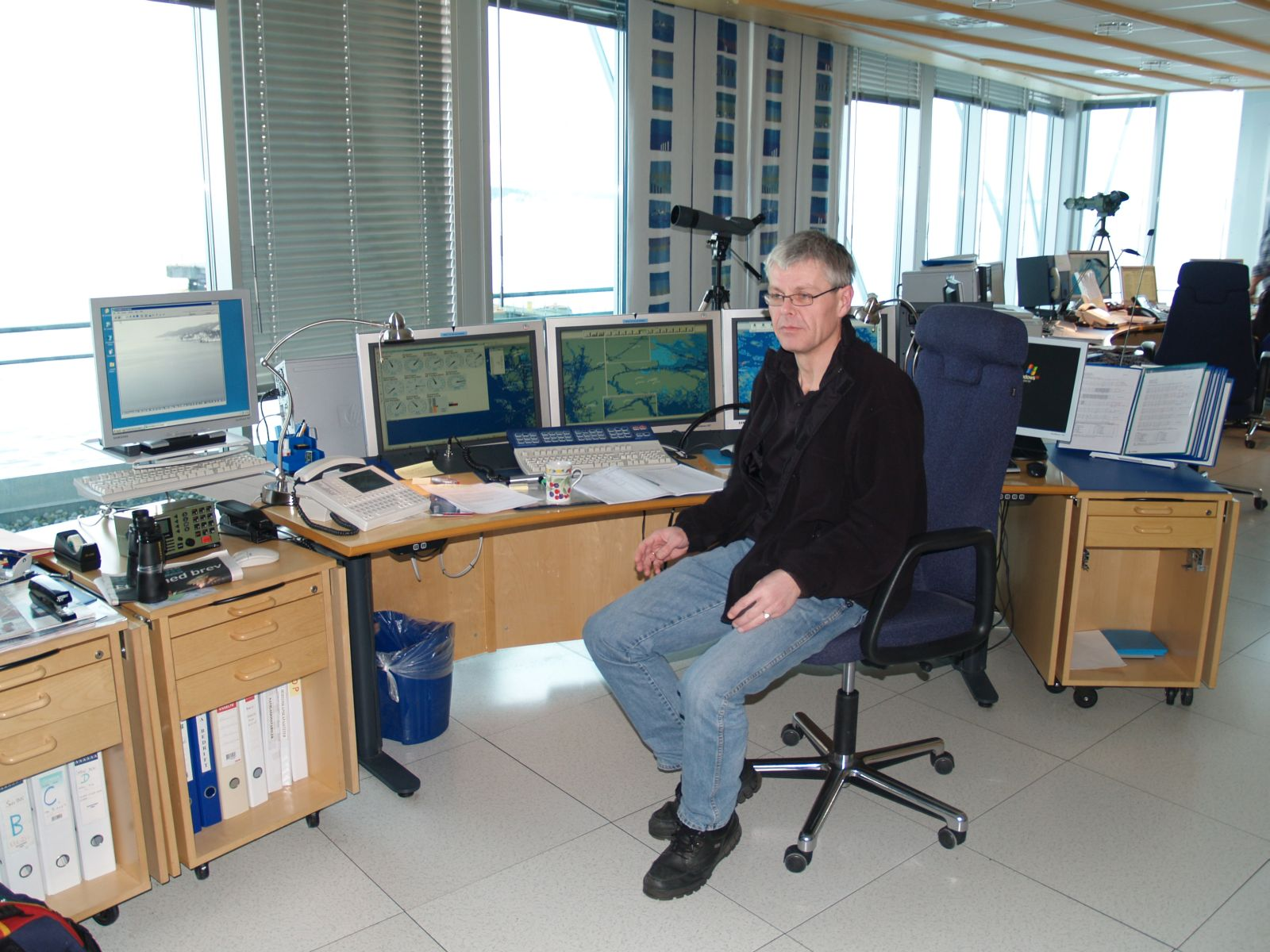
VTS en loodscoördinatiecentrum in Horten, Noorwegen

De vessel traffic service (vaak afgekort tot VTS) dient om scheepvaart te coördineren in verkeersscheidingsstelsels, van en naar havens en over een drukbevaren rivier. Het kan worden vergeleken met de luchtverkeersleiding bij het vliegverkeer en maakt eveneens gebruik van radar.

## Geschiedenis
De eerste VTS werd in 1948 opgeleverd in Liverpool (Verenigd Koninkrijk). De eerste VTS in Nederland werd op 1 november 1951 in IJmuiden gebruik genomen.

## Verkeersbegeleiding
De VTS is een dienst, die gericht is op het veilig en vlot laten verlopen van het scheepvaartverkeer. De richtlijnen voor VTS zijn vastgelegd door de International Maritime Organization (IMO) en de International Association of Marine Aids to Navigation and Lighthouse Authorities (IALA).
De verkeersleiding wordt uitgevoerd door verkeersleiders, ook wel VTS operators genaamd. Zij werken vanuit een verkeerspost of verkeerscentrale (VC). Een verkeerscentrale wordt bij voorkeur op een plaats gebouwd, waar de verkeersleiders zicht hebben op het scheepvaartverkeer. Dit zicht is niet overal noodzakelijk, met camera's en radar kan ook een beeld worden gevormd van de scheepvaart. Het is afhankelijk van de complexiteit van het gebied en de intensiteit van het scheepvaartverkeer.

## Functies
De functies die een VTS-station of keten uit zal oefenen zijn van velerlei aard. De belangrijkste betreffen het reguleren van het scheepvaartverkeer op voornamelijk rivieren en in de havens zelf, waarbij alle scheepsbewegingen gevolgd worden. Naast zeeschepen betreft dit ook de binnen- en pleziervaart.
De belangrijkste taak is het verzorgen van een veilige en vlotte doorvaart van het scheepvaartverkeer. Schepen dienen toch steeds de plaatselijke reglementen te kennen en toe te passen. Terugvallen op de VTS om het omringende verkeer te regelen is niet de bedoeling en door de onnodige discussies die dan ontstaan wordt communicatie op het VHF-kanaal vaak heel sterk verstoord. Bijvoorbeeld, als schepen stuurboord-stuurboord willen passeren, dienen ze dan onderling af te spreken, niet via de VTS. De VTS volgt dit manoeuvre dan mee via de beelden en verwittigt eventueel kruisende vaart.

### Advies
De begeleiding in de scheepvaart is slechts een informatieve dienst, in tegenstelling tot de luchtvaart, waar het voor een luchtverkeersleider mogelijk is om dwingende bevelen te geven aan de piloten. Met andere woorden: een VTS-controller kan een kapitein tot niets verplichten, hoewel het voor de kapitein raadzaam is de informatie die hem gegeven wordt goed te analyseren en te overwegen. In voorkomende situaties is de verkeersleider wel bevoegd om een verkeersaanwijzing te geven. Dit is een aanwijzing die de kapitein verplicht is om op te volgen. Dit wil dus ook zeggen dat de VTS-operator niet verantwoordelijk kan worden gehouden voor incidenten die in zijn sector voorvallen. Dit laatste impliceert echter niet dat de scheepvaartbegeleider niet ter verantwoording kan worden geroepen.

## Technische hulpmiddelen
De volgende technische hulpmiddelen staan de verkeersleider ter beschikking:
- Radar om het scheepvaartverkeer te kunnen observeren
- Marifoon om te kunnen communiceren met het scheepvaartverkeer
- Driehoeksmeting van marifoonsignalen, zodat de positie kan worden bepaald
- Automatic Identification System (AIS) waarbij de schepen hun positie en kenmerken uitzenden.

Met enkel de radar heeft de verkeersleider een beeld van wat zich op het water afspeelt, maar weet niet exact welke schepen bij welke radarecho horen. Door een driehoeksmeting op het marifoonsignaal te doen, berekent de computer na een radiocontact de exacte positie van een schip. De verkeersleider kan daarna met behulp van de software in het VTS systeem een label aan de radarecho op het computerscherm hangen, waarna de software het schip volgt. Een moderner en eenvoudiger methode is AIS, waarbij het schip zijn identificatie, positie, koers, snelheid en overige scheepseigenschappen uitzendt. Deze informatie kan door andere schepen, maar ook door de verkeerspost, ontvangen worden en op het scherm getoond worden. De koppeling van scheepsidentificatie aan een radarecho gebeurt hierbij volledig automatisch.
De radarbeelden en marifoongesprekken worden opgenomen, zodat deze in geval van aanvaring of calamiteit door de bevoegde autoriteiten kunnen worden opgevraagd en afgespeeld.
Tevens voeren de verkeersleiders administratieve taken uit, zij voeren scheepsgegevens in in het IVS90 (Informatie en volgsysteem scheepvaart).
Bij het MARIN bevindt zich een VTS simulator.

## VTS in Nederland en België

### Schelderadarketen
Op 29 november 1978 werd tussen Nederland en België het Radarverdrag gesloten, waarin werd besloten dat een volledig geïntegreerd VTS zal worden gebouwd voor de Westerschelde en haar mondingen: de Schelderadarketen, kortweg SRK genoemd. Een projectbureau, dat door beide landen gezamenlijk werd geleid, begon in 1984 met de bouw, die op 14 december 1990 technisch gereed was.
Op 1 maart 1991 werd deze radarketen feestelijk ingehuldigd door koningin Beatrix en koning Boudewijn, op het VTS van de haven van Antwerpen, gelegen in de Centrale VTS Havencomplex tussen de Zandvlietsluis en Berendrechtsluis.
De SRK is een grensoverschrijdend project, zowel de Nederlandse Rijkswaterstaat als het Vlaamse Agentschap Maritieme Dienstverlening en Kust zijn erbij betrokken. Deze VTS bestrijkt de Noordzee vanaf de Franse grens tot aan de rede van Vlissingen, de haven van Zeebrugge, de Westerschelde, de Beneden-Zeeschelde tot ongeveer aan de Kallo-sluis en de haven van Antwerpen. Er bevinden zich verkeerscentrales in Hansweert, Terneuzen, Vlissingen, Zandvliet en Zeebrugge, die allen met elkaar verbonden zijn. De VTS operators verkrijgen hun informatie van 21 radartorens (in jargon sensors genaamd), waarvan 1 zich op een offshoreplatform in zee bevindt. Tevens zijn er 3 VHF Direction Finders (om de driehoeksmeting van het marifoonsignaal te doen).
Tevens faciliteert de SRK het Maritiem Reddings- en Coördinatiecentrum (MRCC), dat reddingsoperaties voor de Vlaamse kust coördineert.
Het trainingscentrum voor VTS operators van de SRK bevindt zich in Kallo.
Sedert 1 januari 2011 heeft VTS in de haven van Antwerpen opgehouden te bestaan, en werd de dienst hervormd naar het Antwerp Coordination Center (ACC), wat de haven van Antwerpen maakt tot de enige zeehaven ter wereld zonder VTS-dienst.

### VTS Amsterdam-Rijnkanaal
Van Tiel tot aan de Oranjesluizen vindt VTS plaats ten behoeve van de scheepvaart op het Amsterdam-Rijnkanaal. Er bevinden zich verkeerscentrales in Tiel, Wijk bij Duurstede en Schellingwoude. De verkeerscentrale in Tiel begeleidt tevens de scheepvaart op de Waal en heeft behalve op de verkeerspost zelf, ook een scanner bij Sint Andries. De verkeerscentrale in Tiel is in 2007/2008 gemoderniseerd door HITT. Alle genoemde systemen (inclusief inland AIS) staan nu ter beschikking aan de verkeersleiders.

### VTS Amsterdam
De VTS voor de haven van Amsterdam begeleidt de scheepvaart van de rede voor IJmuiden, over het Noordzeekanaal tot aan de Oranjesluizen. De verkeerscentrale bevindt zich in IJmuiden. 

### VTS Rotterdam
De VTS voor de haven van Rotterdam was de eerste in Nederland en strekt zich uit van de Noordzee voor Hoek van Holland tot aan de Oude Maas en verder tot voorbij de van Brienenoordbrug. Er zijn twee verkeerscentrales, de verkeerscentrale Hoek van Holland en de verkeerscentrale Rotterdam in de Botlek.

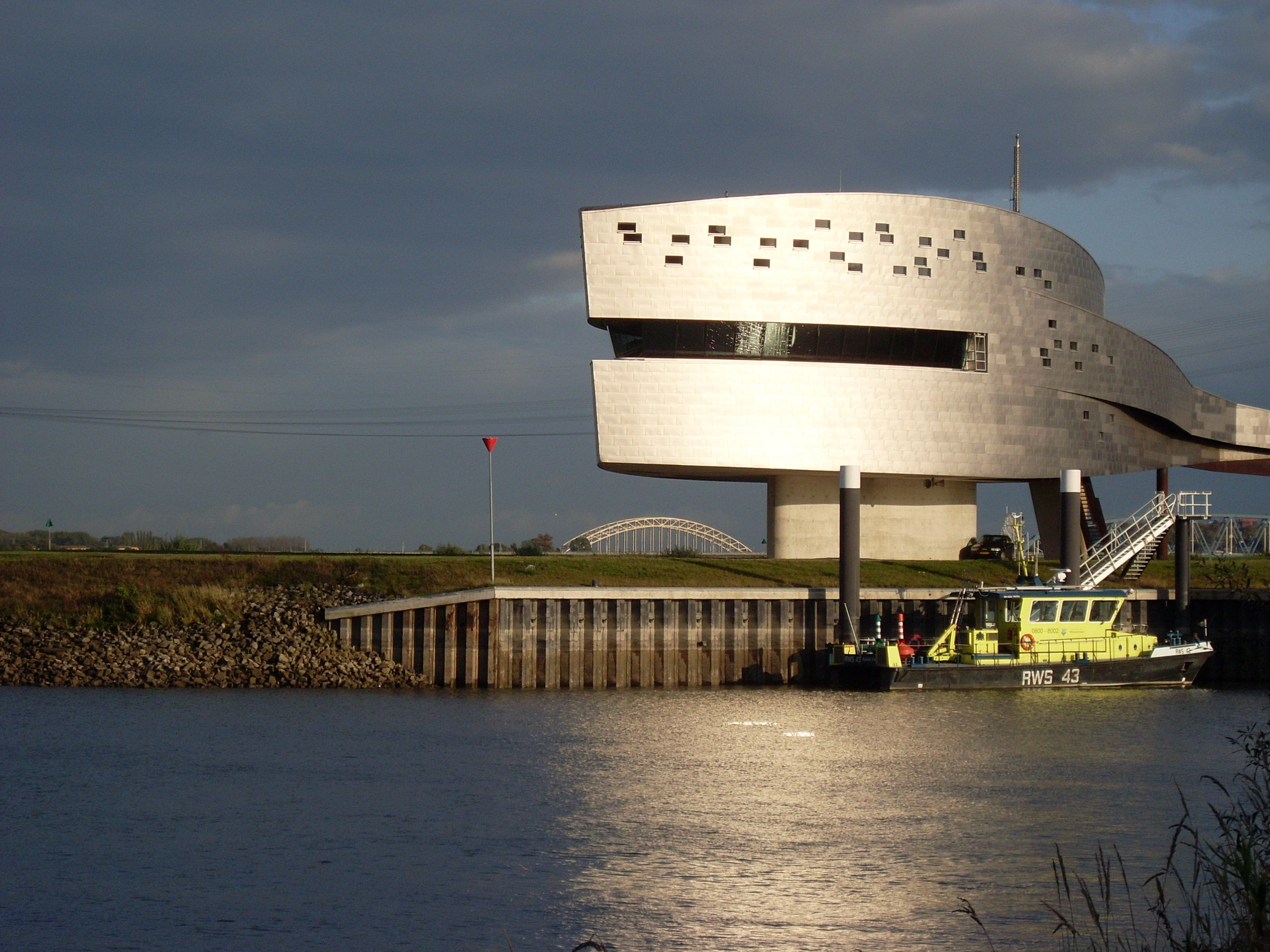
Verkeerscentrale Nijmegen, bij de monding van het Maas-Waalkanaal

### VTS Waalbochten
Om zesbaks duwvaart mogelijk te maken op de Waal tussen Millingen aan de Rijn en Nijmegen, is de verkeerscentrale Nijmegen gebouwd naast de monding van het Maas-Waalkanaal. De verkeersleiders krijgen hun informatie van zeven onbemande radarstations te Oosterhout, onder de Waalbrug, Lent, Ooij, Erlecom, Doornenburg en Pannerdense Kop (waar het Pannerdens Kanaal en de Waal zich splitsen). De huidige verkeerscentrale is op 4 november 2002 officieel geopend door toenmalig minister Roelf de Boer.

### VTS Drechtsteden
Rondom de Drechtsteden (Sliedrecht, Dordrecht, Zwijndrecht) komen de corridors Rotterdam-Duitsland en Rotterdam-België samen. Op de grote kruisingen Noord-Beneden Merwede - Oude Maas en Dordtsche Kil - Oude Maas worden de verkeersstromen begeleid door de regionale verkeerscentrale Dordrecht (RVC). Al in de jaren zeventig was er behoefte om verkeersondersteuning in te stellen om de caissons van de Drechttunnel in de A16 bij Dordrecht te begeleiden. Deze ondersteuning is in de jaren tachtig overgegaan in verkeersbegeleiding.
Vanaf het 'Duivelseiland', beneden de bruggen van Dordrecht bij het Mallegat, worden schepen in de twee sectoren (Heerjansdam en Dordrecht) begeleid. Er zijn zo'n 175.000 tot 250.000 scheepsbewegingen per jaar. Er zijn noch binnen Rijkswaterstaat Zuid-Holland, noch binnen de Dienst Verkeer en Scheepvaart (DVS) exacte gegevens over het juiste aantal begeleide scheepvaartbewegingen te vinden, getallen zijn afgeleid van scheepvaartbewegingen elders, zoals de Volkeraksluizen en de post bij Lobith en IVS'90 meldpunt Werkendam. Ook is de RVC voor Zuid-Holland het meldpunt voor calamiteiten in de Dienst Zuid-Holland van Rijkswaterstaat, coördinatiepunt waterkwaliteit Rijkswateren, meldpunt IVS90 (Informatie en volgsysteem scheepvaart) en informatiepunt voor scheepvaart, watergebonden bedrijven, recreanten en hulpdiensten.
Mogelijk wordt over een aantal jaren er een derde sector, genaamd sector Moerdijk, ingesteld om onder andere de zeevaart van de Dordtsche Kil naar de zeehaven van Moerdijk te begeleiden.
Ook wordt erover gedacht om de kruising, Lek-Noord onder radardekking te brengen.

### VTS Waddenzee
Momenteel bestaat de VTS op de Waddenzee uit een verkeerscentrale op Terschelling, in Den Helder en een verkeerspost op Schiermonnikoog. Terschelling en Schiermonnikoog bevinden zich in een vuurtoren en zijn aan modernisering toe.
De Zeeverkeerscentrale Brandaris is gestationeerd in de vuurtoren Brandaris op Terschelling. Deze begeleidt schepen vanaf de Noordzee door het zeegat tussen Terschelling en Vlieland over de Waddenzee richting Harlingen. Een groot gebied boven de Waddeneilanden valt onder de Brandaris, evenals een groot gedeelte van het wad onder Terschelling. VC Brandaris is ook van groot belang voor alle pleziervaart op de Waddenzee. Ook coördineert de Brandaris reddingsacties op het wad en ten noorden van de eilanden.
De vuurtoren op Texel is reeds onbemand. Tevens wordt het Waddengebied uitgebreid met meer radarsensoren, zodat uiteindelijk het gehele Waddengebied van verkeersbegeleiding kan worden voorzien.
De verkeerscentrale Den Helder is gestationeerd op het Fort Harssens schiereiland en bevindt zich op defensieterrein. Deze begeleidt schepen in het Schulpengat, Molengat, Marsdiep, Texelstroom, Malzwin, Gat van de Stier en de haven van Den Helder tot aan de Koopvaardersschutsluis. Deze verkeerscentrale is bemand door personeel van de Koninklijke Marine maar voert haar taken uit namens het Ministerie van Infrastructuur en Waterstaat.

### VTS Wemeldinge
De verkeerspost Wemeldinge verzorgt de verkeersbegeleiding op het Kanaal van Zuid-Beveland en de Oosterschelde. De vaarroute loopt door tot aan de Krammersluizen. De klanten zijn vooral binnenvaartschepen, beroepsvisserij en recreatieve vaart. In de zomerperiode geeft dit een wirwar aan schepen die zich over de Oosterschelde begeven. De verkeersleiders zitten er om dit allemaal in goede banen te leiden.
Naast de begeleiding heeft de verkeerspost ook de functie centraal meldpunt voor RWS Zeeland. Alle meldingen van calamiteiten, incidenten, storingen, et cetera worden daar ontvangen. Na de melding verzorgen de medewerkers de doormelding naar het onderdeel dat actie moet ondernemen. Bij ernstige calamiteiten kan de benedenruimte gebruikt worden als calamiteitenruimte. De medewerkers zijn altijd met 2 personen aan het werk in een 24 uurs bezetting. Één is bezig met de begeleiding en de ander neemt meldingen op en onderneemt daarop de nodige actie. Medewerkers worden voorts ook als nautisch specialist gevraagd adviezen te maken ten behoeve van de veiligheid en klantvriendelijkheid. Iedere verkeersleider voldoet aan wettelijk gestelde eisen en moet iedere 3 jaar opnieuw examen doen om aan die eisen te blijven voldoen.